# .bm
.bm je internetová národní doména nejvyššího řádu pro stát nebo území Bermudy.